# Zilla (araignée)
Pour les articles homonymes, voir Zilla.
Genre
Zilla est un genre d'araignées aranéomorphes de la famille des Araneidae.

## Distribution
Les espèces de ce genre se rencontrent en zone paléarctique.

## Liste des espèces
Selon World Spider Catalog (version 17.0, 29/03/2016) :
- Zilla crownia Yin, Xie & Bao, 1996
- Zilla diodia (Walckenaer, 1802)
- Zilla globosa Saha & Raychaudhuri, 2004
- Zilla qinghaiensis Hu, 2001

Selon The World Spider Catalog (version 16.5, 2016) :
- †Zilla gracilis C. L. Koch & Berendt, 1854
- †Zilla porrecta C. L. Koch & Berendt, 1854
- †Zilla veterana C. L. Koch & Berendt, 1854

## Publication originale
- C. L. Koch, 1834 : Arachniden. Deutschlands Insekten. Heft 122-127.